# 秋田中央トランスポート
秋田中央トランスポート株式会社（あきたちゅうおうトランスポート）は、秋田中央交通の関連会社で、タクシー事業、大中小型貸切バス事業、乗合バス事業として地方自治体からのコミュニティバス受託、旅行業を行う企業である。

## 概要
1981年5月、秋田フタバ観光の運営権が秋田中央交通へ譲渡され、秋田中央タクシー株式会社としてスタート。秋田中央交通の子会社になったものの、人事交流などはほとんどなく、独自の営業でタクシー事業や貸切・観光バス運行を行っていた。2001年4月に秋田中央交通に吸収合併された。
その後、秋田中央交通が秋田市交通局（2006年3月31日で業務終了）からの路線譲渡を受け、秋田市外の同社路線や秋田市交通局から譲渡された一部不採算路線の運行等のため、2004年4月1日付で新たに「秋田中央トランスポート」として設立され、旧・秋田中央タクシーの事業も譲受された。
秋田中央タクシー時代は大町五丁目に本社を置き、茨島営業所と川口営業所（旭南三丁目）の3拠点体制であったが、秋田中央交通に吸収合併される前に、営業所機能を観光バスの車庫が所在する茨島営業所に集約して本社とした。新会社でも同じく茨島を本社所在地とし、現法人の秋田中央トランスポート設立後に開始した乗合バス事業を除き、ほぼすべての機能を茨島の本社が担当する。
2015年4月1日より、乗合バス部門の大川反営業所と貸切バス部門の観光バス営業所、管理部門をいずれも秋田市飯島に移転し、大川反営業所は秋田営業所へ改称した。本社は従来通りタクシー事業の拠点として機能している。

## 事業所
- 管理部 秋田市飯島字穀丁大谷地1-6

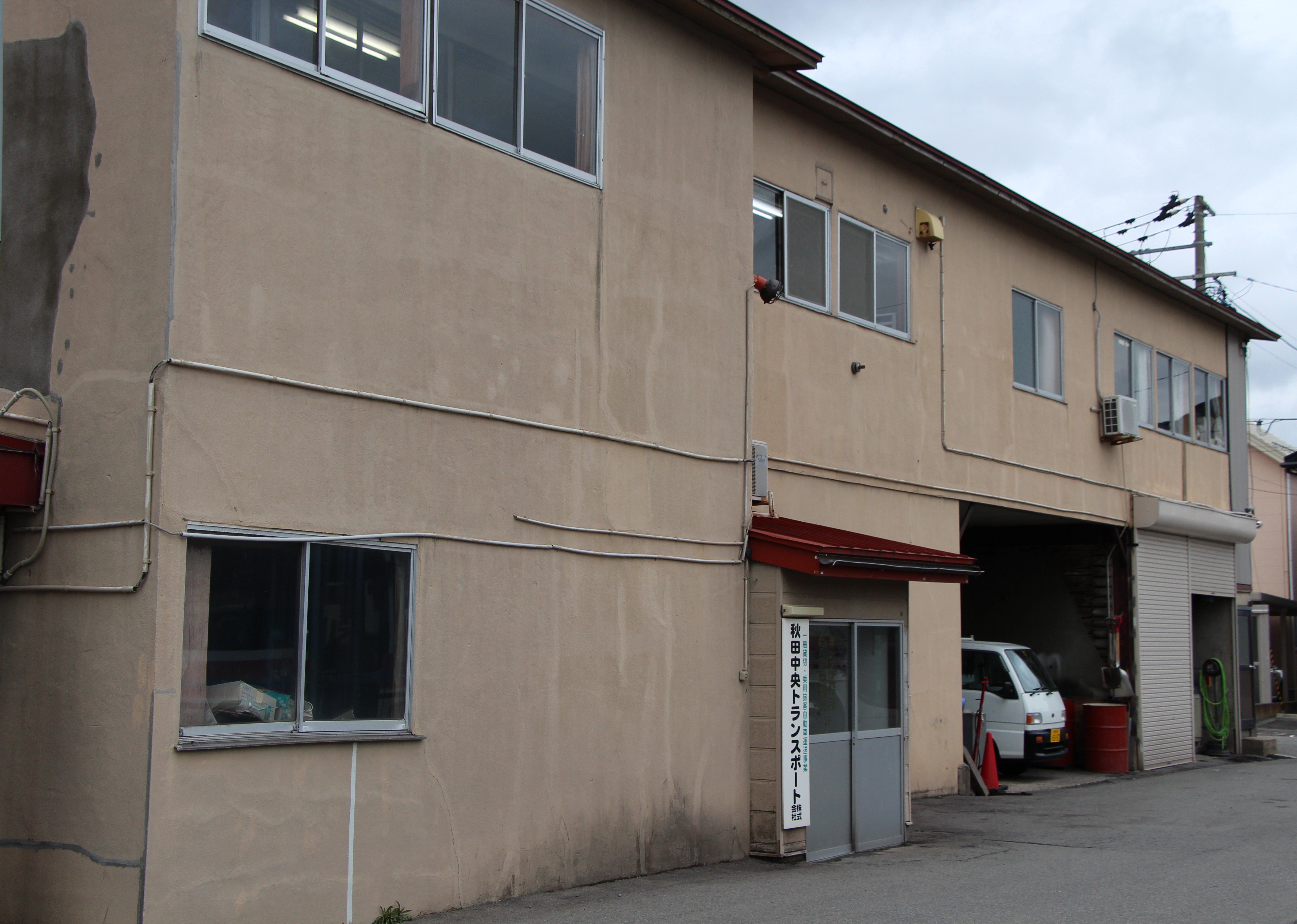
秋田市茨島の旧本社

- 一般乗用事業（秋田市マイタウン・バス東部線の一部事業を含む）
  - タクシー・スカイアクセス 秋田市茨島六丁目1-29
- 一般貸切事業
  - 観光バス営業所 秋田市飯島字穀丁大谷地1-6
- 一般乗合事業
  - 秋田営業所 秋田市飯島字穀丁大谷地1-6
    - 秋田市マイタウン・バス西部線・東部線・下北手線の運行受託

  - 五城目営業所 南秋田郡五城目町字鵜ノ木34 秋田中央交通五城目営業所内
    - 五城目営業所は秋田中央交通五城目営業所の管理を受託する。また、潟上市マイタウンバスや南秋地域広域マイタウンバスなども受託する。

  - 男鹿営業所 男鹿市船川港船川字海岸通り1号8-5 （旧・秋田中央交通男鹿営業所）
    - 男鹿営業所は秋田中央交通男鹿営業所の管理を受託していたが、男鹿市内の自社路線（男鹿市独自運行バスの一部）も管理している。2020年10月より秋田中央トランスポート単独の営業所となった。

## 事業内容

### タクシー
迎車依頼は配車専用電話番号ではなく本社に電話する。番号通知を設定して電話をかけると、初回依頼時に住所と名前を伝えるだけで、次回以降は名前を名乗るだけで依頼することが可能である。中交ホリディスクエア（ドン.キホーテ秋田店）のタクシー乗り場は同社専用である。また本社近隣に所在する、イオンタウン茨島パワーセンターのタクシー乗り場（一龍の脇とDEPOの正面の2箇所に所在）も同社専用である。
ジャンボタクシーは導入当初は、貸切用の中小型バスと同系色のデザインであったが、現行のジャンボタクシーは一般の小型タクシーと同系統のデザインとなっている。

#### スカイアクセス
秋田市内から秋田空港までの一定エリアの小型タクシー利用については、専用番号への事前予約により、定額で利用可能なサービスを行っている。

### 貸切バス・観光バス

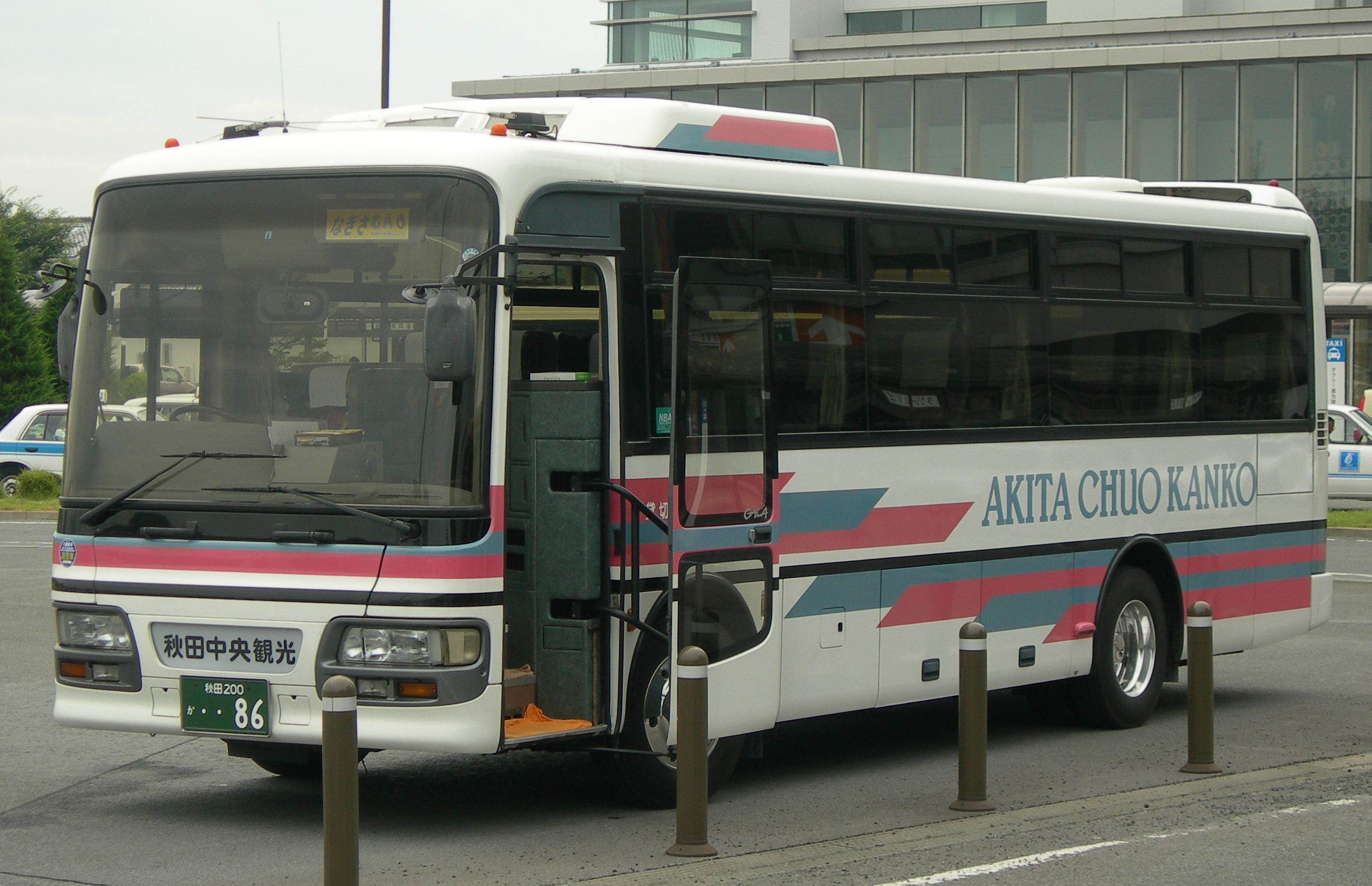
秋田中央トランスポート貸切車両（「秋田中央観光」と表記）

秋田中央交通の観光バスと同系色を施し、中・小型バスのみ所有していたが、平成21年より秋田中央交通の貸切車と同一デザインの大型バスも所有している。貸切バス運行のほか、特別支援学校のスクールバス運転業務受託や、市内スポーツクラブの生徒送迎・企業の社員送迎を受託している。
社名表示灯に「秋田中央観光」と表記されている。

### コミュニティバス

#### 秋田市マイタウン・バス
秋田市マイタウン・バスの西部線、東部線（木曽石コースを除く）の2路線を受託している。秋田営業所が担当。
なお、南部線は高尾ハイヤー、北部線はキングタクシー、下北手線及び東部線（木曽石コース）は国際タクシー（2023年5月31日までは当社が受託していた。2023年6月1日から2025年5月7日まではあさひ自動車だったが、同年5月8日の同社の事業停止に伴い、同年5月27日より国際タクシーに変更）がそれぞれ受託している。

#### 潟上市マイタウンバス
五城目営業所が担当。

#### 南秋地域広域マイタウンバス
五城目営業所が担当。
旧大潟村マイタウンバス及び秋田中央交通の旧八郎潟線などを再編して発足した路線。
1乗車200円で、大潟村と五城目町間を乗車する（八郎潟町をまたぐ乗車）場合は400円。

#### 男鹿市独自運行バス
当社男鹿営業所、船川タクシー（グループ企業）、秋田観光バス本社営業所、浮田産業交通北浦営業所の4事業者による運行。船川タクシーと浮田の路線の一部は予約制である。
五里合線
脇本駅 - 脇本小学校前 - 寒風山入口 - 樽沢 - 箱井下丁 - 中石
戸賀加茂線
湯本駐在所前 - 戸賀 - 浜塩谷 - 塩谷上丁 - 男鹿水族館前 - 桜島 - 加茂
男鹿南線
男鹿みなと市民病院 - 男鹿駅 - 小泊 - 台島 - 椿漁協前 - 双六中丁 - 門前駐車場前
男鹿駅 → 船川南小（男鹿海洋高校）